# 6449 Kudara
6449 Kudara (1991 CL1) là một tiểu hành tinh vành đai chính được phát hiện ngày 7 tháng 2 năm 1991 bởi T. Seki ở Geisei.